# Plus rien
Pour l’article ayant un titre homophone, voir Plurien.
Pistes de La Grand-Messe
8 secondes Hannah
Plus rien est une chanson du groupe québécois Les Cowboys fringants, écrite par J-F Pauzé, parue sur l'album La Grand-Messe, et qui porte sur la fin du règne humain sur Terre.
Le clip de la chanson, réalisé en Stop Motion (technique d'animation en  « pâte à modeler »), a obtenu le prix Félix en 2006.
La chanson parle de l'autodestruction de l'espèce humaine et de l'impact du réchauffement climatique. Elle conte l'histoire du dernier humain sur terre et se termine sur sa propre mort. Jean-François Pauzé a eu l'idée de cette chanson à la suite d'une conférence d'Hubert Reeves où ce dernier expliquait que la planète avait déjà connu cinq extinctions massives et que la prochaine pourrait être celle de l'Homme.